# تشارلز موراي
تشارلز موراي (بالإنجليزية:Charles Murray) (مواليد 22 يونيو 1872 - وفيات 29 يوليو 1941) ممثل سينمائي أمريكي في عصر السينما الصامتة. ظهر في 283 فيلما بين عامي 1912 و1938.

## روابط خارجية
- تشارلز موراي على موقع IMDb (الإنجليزية)
- تشارلز موراي على موقع روتن توميتوز (الإنجليزية)
- تشارلز موراي على موقع ألو سيني (الفرنسية)
- تشارلز موراي على موقع أول موفي (الإنجليزية)
- تشارلز موراي على موقع قاعدة بيانات الأفلام السويدية (السويدية)
- تشارلز موراي على موقع قاعدة بيانات الفيلم (الإنجليزية)
- تشارلز موراي على موقع كينوبويسك (الروسية)
- Charles Murray at Virtual History